# Riegrův domek
Riegrův domek v Semilech stojící na dnešním Riegrově náměstí, je poslední zachovanou stavbou z komplexu budov někdejšího Riegrova mlýna.

## Historie
Domek byl pravděpodobně postaven již koncem 15. století. Jedním z jeho majitelů se stal známý rod mlynářů Riegrů, ze kterého také pocházel semilský rodák František Ladislav Rieger. V té době se mlýn stal jakýmsi společenským střediskem Semil.
V průběhu let si však Riegrův mlýn ze své původní podoby nezachoval téměř nic. Z celého komplexu mlýna se zachoval pouze tzv. Riegrův domek, kde byl v roce 1999 po rozsáhlé rekonstrukci zahájen provoz městského informačního střediska.
Na Riegrův domek byla v roce 2012 podána žádost na MK ČR o poskytnutí památkové ochrany.

## Galerie

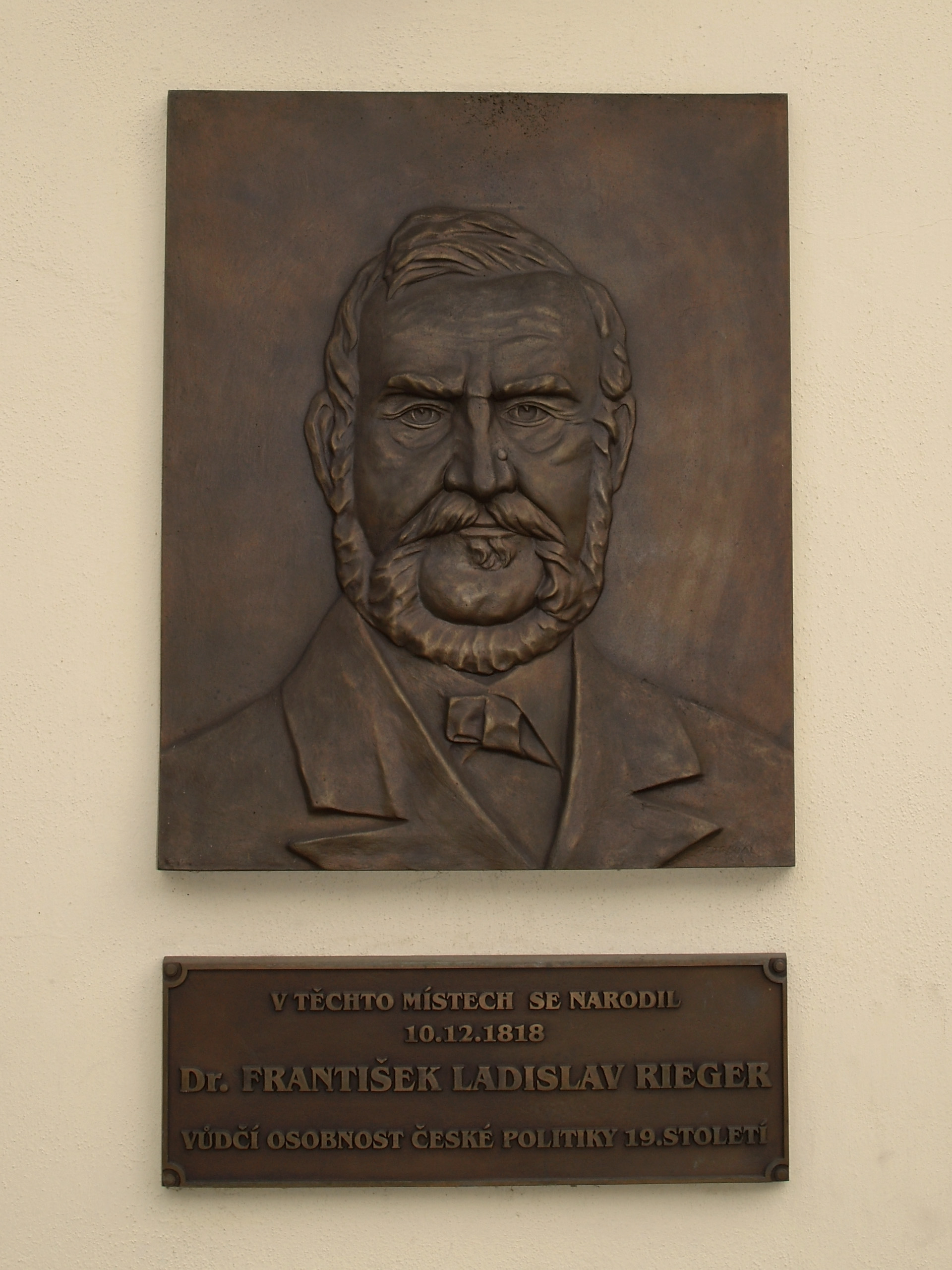
Pamětní deska F. L. Riegra na Riegrově domu.
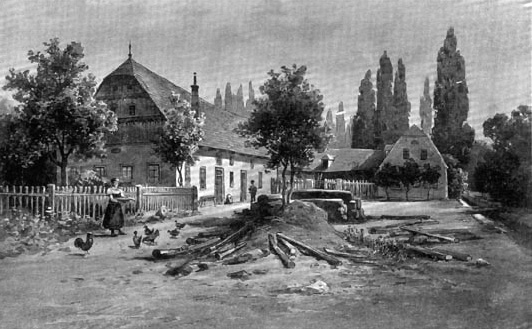
Rodný dům (tzv. Riegrův mlýn) Františka Ladislava Riegera v Semilech.